# جووانی میراباسی
جووانی میراباسی (ایتالیایی: Giovanni Mirabassi؛ زادهٔ ۴ مهٔ ۱۹۷۰) نوازنده پیانو، آهنگساز و موسیقی‌دان اهل ایتالیا است.
از فیلم‌هایی که وی در آن‌ها نقش داشته‌است، می‌توان به کاپریس اشاره نمود.